# Mycoaciella hinnulea
Mycoaciella hinnulea är en svampart som först beskrevs av Giacopo Bresàdola, och fick sitt nu gällande namn av Hjortstam & Ryvarden 1980. Mycoaciella hinnulea ingår i släktet Mycoaciella och familjen Meruliaceae.   Inga underarter finns listade i Catalogue of Life.